# Williamsville (Missouri)
Williamsville è un comune degli Stati Uniti d'America, situato nello Stato del Missouri, nella contea di Wayne.